# ورسای (ایندیانا)
ورسای (به انگلیسی: Versailles) یک شهر در ایالات متحده آمریکا است که در شهرستان ریپلی، ایندیانا واقع شده‌است. ورسای ۴٫۱۵ کیلومتر مربع مساحت و ۲٬۱۱۳ نفر جمعیت دارد و ۲۹۴ متر بالاتر از سطح دریا واقع شده‌است.